# Jaloux comme un tigre (film, 1956)
Pour les articles homonymes, voir Jaloux comme un tigre.
Pour plus de détails, voir Fiche technique et Distribution.
Jaloux comme un tigre (Ο ζηλιαρόγατος (O Ziliarogatos)) est un film grec réalisé par Yórgos Tzavéllas et sorti en 1956.
Le film est conçu autour de son acteur principal Vassílis Logothetídis qui avait déjà triomphé sur scène dans la pièce.

## Synopsis
Potis Antonopoulos (Vassílis Logothetídis) ne s'occupe que de son entreprise de savon et délaisse sa femme Lela. Celle-ci suit alors les conseils de sa cousine Mina et tente de rendre son mari jaloux : elle s'invente un amant. Potis et son meilleur ami Markos se mettent alors à la recherche du dit amant. Ils finissent par soupçonner le voisin du dessus, Spyros, qui a lui, de son côté une femme très jalouse. Ils décident de lui tendre un piège. Mais, ils ne font que compliquer les choses en augmentant les quiproquos. Le film se termine bien et les couples se réconcilient.

## Fiche technique
- Titre : Jaloux comme un tigre
- Titre original : Ο ζηλιαρόγατος (O Ziliarogatos)
- Réalisation : Yórgos Tzavéllas
- Scénario : Yórgos Tzavéllas d'après une pièce de Giorgos Roussos
- Société de production : Anzervos
- Directeur de la photographie : Aristidis Karydis Fuchs
- Montage : Giorgos Tsaoulis
- Son : Mimis Kasimatis et Takis Kontos
- Direction artistique : Marinela Arvanitou
- Costumes : Phaidon Molfessis
- Musique : Mános Hadjidákis
- Pays d'origine : Grèce
- Genre : Comédie de mœurs
- Format  : noir et blanc
- Durée : 95 minutes
- Date de sortie : 15 août 1956

## Distribution
- Vassílis Logothetídis
- Ilya Livykou (en)
- Vangelis Protopappas (en)
- Smaro Stefanidou (en)
- Lámbros Konstandáras
- Kaiti Lampropoulou (el)
- Kyveli Theohari (el)
- Nikos Rizos
- Taïgéti (el)